# Eduard Rosenthal
Eduard Rosenthal, född 6 september 1853 i Würzburg, död 25 juni 1926 i Jena, var en tysk jurist.
Rosenthal blev 1878 juris doktor och 1880 privatdocent vid Jena universitet, där han 1896 blev ordinarie professor i offentlig rätt.